# Schulteisz Gyula
Schulteisz Gyula (Pécs, 1953. január 1. – 2019. október 15.) magyar labdarúgó, hátvéd.

## Pályafutása
A Pécsi Kinizsiben kezdett futballozni. Tizennégy éves korában a Pécsi Postáshoz igazolt. Két év múlva a felnőttek között is bemutatkozhatott. A katonaideje alatt a Steinmetz SE-ben szerepelt. 1974 és 1985 között a Pécsi MSC labdarúgója volt. Az élvonalban 1974. szeptember 11-én mutatkozott be a Salgótarján ellen, ahol csapata 2–1-es vereséget szenvedett. Tagja volt az 1978-as magyarkupa-döntős csapatnak. Az élvonalban 178 mérkőzésen szerepelt és öt gólt szerzett. 1985 nyarán a Komlói Bányászhoz igazolt, ahol 1988-ig játszott. A pályafutását Sombereken fejezte be.

## Sikerei, díjai
- Magyar kupa (MNK)
  - döntős: 1978